# Rio Apa Pistrongaș
O Rio Apa Pistrongaş é um rio da Romênia afluente do rio Hotaru, localizado no distrito de Harghita.